# Garantieerklärung
Als Garantieerklärung bezeichnet man im Kaufrecht die Äußerung des Verkäufers, des Herstellers oder eines Dritten, mit der dem Käufer eine Garantie eingeräumt wird.
Grundsätzlich bedürfen Garantieerklärungen keiner besonderen Form und können auch konkludent abgegeben werden. Jedoch wurden auf Grund von Art. 6 (PDF) VerbrGKRL in der Europäischen Union Sonderbestimmungen für den Verbrauchsgüterkauf eingeführt, um Verbraucher vor Irreführung zu schützen. Danach ist der Käufer darauf hinzuweisen, dass von der Garantie die gesetzlichen Gewährleistungsansprüche nicht berührt werden. Die Erklärung muss den Inhalt der Garantie und die wesentlichen Angaben enthalten, die für die Inanspruchnahme der Garantie notwendig sind, insbesondere die Dauer und den räumlichen Geltungsbereich des Garantieschutzes sowie Namen und Anschrift des
Garantiegebers. Sie ist außerdem einfach und verständlich abzufassen und muss dem Verbraucher auf Wunsch in Textform übermittelt werden. In Deutschland wurde die Richtlinie mit § 479 BGB umgesetzt, in Österreich mit § 9b KSchG.
Verstöße gegen die Formvorschriften berühren in keinem Fall die Gültigkeit der Garantie, allerdings kann es sich dabei um einen Verstoß gegen das Wettbewerbsrecht handeln (in Deutschland § 3 UWG).
In der Praxis werden Garantieerklärungen des Herstellers häufig in Form eines Garantiescheins oder einer sogenannten Garantieurkunde der Kaufsache beigelegt.